# Nazzareno De Angelis
Nazzareno De Angelis   (L'Aquila, 17 de novembre de 1881 - Roma, 14 de desembre de 1962) va ser un baix operístic italià, especialment associat als papers de Verdi, Rossini i Wagner. Va ser l'avi dels militants nacionalistes Nanni i Marcello De Angelis.

## Carrera
Durant els seus 36 anys de carrera, De Angelis va aparèixer a l'escenari en més de 1500 ocasions, interpretant un repertori de 57 òperes diferents. Va ser especialment celebrat per la seva poderosa interpretació del paper principal a Mefistofele d'Arrigo Boito, que va cantar almenys 500 vegades entre 1906 i 1938.
De Angelis va començar la seva vida laboral com a aprenent d'impressor, mentre que la seva primera exposició seriosa a la música va arribar als cors locals com a noi soprano. Aconseguint elogis per l'excel·lència de la seva veu, va passar a formar part del cor de la Capella Giulia i més tard de la Capella Sixtina del Vaticà. Va deixar el cor a la pubertat i va començar a estudiar amb el doctor Faberi a l'"Accademia di Santa Cecilia" de Roma. Durant diversos anys, ell i els seus professors no estaven segurs del seu veritable tipus de veu, i va estudiar tant les parts de baríton com de baix. Finalment, va quedar clar que tot i que la part superior de la seva veu es produïa amb llibertat i facilitat, se sentia més còmode quan cantava a la tessitura del baix inferior. De Angelis va passar els seus dos últims anys a l'Accademia desenvolupant el seu repertori i actuant en diversos recitals.
Va fer el seu debut d'òpera professional al Comunale de L'Aquila el maig de 1903 com a Prefecte, en una producció de Linda di Chamounix de Gaetano Donizetti. Un mes després va actuar en una altra òpera en aquell teatre, Le educante di Sorrento d'Emilio Usiglio. Impressionat amb les seves actuacions, la direcció del Teatro Quirino de Roma va contractar immediatament De Angelis per interpretar Oroveso a la Norma de Vincenzo Bellini el juliol de 1903. Més tard aquell any, va aparèixer en dues produccions al Teatro Adriano: com Il Spettro al Hamlet d'Ambroise Thomas al costat de Maria Barrientos com a Ofelia i Mattia Battistini com Hamlet, i també com Sparafucile al Rigoletto de Verdi.
De Angelis va fer una gira pels Països Baixos durant 1905. Després d'això, De Angelis va ser convidat ràpidament a tots els grans teatres d'òpera d'Itàlia, va fer el seu debut a La Scala el 1907 i apareixent sovint sota la batuta del director principal de La Scala, Arturo Toscanini. El 1913 hi va crear el paper d'Archibaldo a L'amore dei tre re de Montemezzi. També va cantar a l'Òpera de París, el 1909, com el gran sacerdot a La vestale de Spontini. A part de cantar a la Chicago Grand Opera Company durant 1910-11 i a la Chicago Opera Association 1915-1920, la carrera de De Angelis es va basar gairebé íntegrament a Europa. No obstant això, va fer una seqüència d'aclamades aparicions al Teatre Colón de Buenos Aires, començant amb la temporada de 1911.
Fora del repertori principal, va ser admirat per les seves representacions de Creont a Médée (la versió italiana de l'òpera francesa de Cherubini Médée) i Mosè a Mosè in Egitto.
La veu de De Angelis va mostrar signes de "rugositat" i deteriorament durant la dècada de 1930 i es va retirar de l'escenari operístic l'any 1939. Tot i que va donar alguns concerts durant la dècada de 1940, a partir d'ara va concentrar les seves activitats a oferir classes de veu als alumnes de Milà i Roma. Va morir a aquesta darrera ciutat el 1962.

## Enregistraments
De Angelis posseïa una de les veus de baix més impressionants produïdes per Itàlia, tot i que la crítica no el considerava un estilista especialment suau o un artista interpretatiu subtil. El seu era un instrument vocal gran, fosc i ben barrejat amb notes de dalt fortes i molta resistència i poder de càrrega. Cronològicament, De Angelis va succeir als famosos baixos de finals del segle XIX Francesco Navarini i Vittorio Arimondi i va anticipar l'ascens a la prominència a la dècada de 1920 d'Ezio Pinza i Tancredi Pasero.
Va tallar els seus primers discs d'àudio l'any 1907/08 per a Fonotipia Records i els darrers a finals dels anys vint i principis dels anys trenta per a Columbia Records. El 1931, va gravar Mefistofele a Milà per al segell italià de Columbia. És l'únic paper que va gravar íntegrament.
Preiser Records (Lebendige Vergangenheit) ha publicat seleccions de la seva producció enregistrada, que consisteixen principalment en àries operístiques i duets de Meyerbeer, Halévy, Verdi, Puccini, Wagner, Gounod, Thomas, Boito, Rossini i Weber, en dos CD separats ( números 89042 i 89507). El seu Mefistofele complet va ser publicat en CD per Naxos Records l'any 2003 (número: 8.110273-74).